# Acmaeoderella flavofasciata
Acmaeoderella flavofasciata é uma espécie de insetos coleópteros polífagos pertencente à família Buprestidae.
A autoridade científica da espécie é Piller & Mitterpacher, tendo sido descrita no ano de 1783.
Trata-se de uma espécie presente no território português.